# Plectosira adeana
Plectosira adeana är en svampart som beskrevs av Petr. 1929. Plectosira adeana ingår i släktet Plectosira, divisionen sporsäcksvampar och riket svampar.   Inga underarter finns listade i Catalogue of Life.